# Ramadan Salah
Ramadan Abdullah Mohammed Salah (arabul: رمضان عبد الله محمد شلح ; 1958. január 1. – 2020. június 6.) az Iszlamista Dzsihád Mozgalom Palesztinában (PIJ), egy Izrael-ellenes terrorista szervezet vezetője 1995. október 27. és 2018 között. 
Amikor Salah a PIJ főtitkára lett, 1995. november 27-én, az Egyesült Államok a Specially Designated Terrorist (SDT) csoportba sorolta. 2006-ban felkerült az Egyesült Államokban az FBI "Most Wanted" legkeresettebbek listájára.
2018 áprilisában Salah sorozatos agyvérzéseket kapott, és 2018 szeptember 28-án Ziyad al-Nakhalah váltotta a PIJ vezetőjét.
A PIJ, vezetésének 23 éve alatt a csoport számos támadást hajtott végre izraeli civilek ellen, beleértve öngyilkos merényleteket is. "Uralkodása" alatt az Izraeli Védelmi Erők kiterjedt műveleteinek célpontja lett a PIJ és annak infrastruktúrája, amelyek súlyos veszteségeket jelentettek a csoportnak, amely ennek következtében 2004-re jelentősen meggyengültnek tűnt.

## Fiatalkora
Salah Shuja'iyyában, más néven Gáza Sejaiya kerületében született, Gáza város keleti részén.
Banki és közgazdasági szakon szerezte meg PhD-ját a Durhami Egyetemen, Angliában. 1989-es dolgozata Az iszlám banki tevékenység egy kamatalapú gazdaságban: esettanulmány Jordániáról címet viselte.[forrás?]
Sami Al-Arian professzor segített Salah-nak felvételt nyernie a Dél-Floridai Egyetemre, ahol Salah adjunktusként tanított, és ahol Al-Arian kinevezte a WISE vezetőjévé. Salah 1995-ben távozott onnan, hogy átvegye a PIJ vezetését.
Al-Arian később bűnösnek vallotta magát a PIJ segítésében, és 57 hónap börtönbüntetésre ítélték. Al-Arian azt mondta, megdöbbent, amikor megtudta, hogy Salah "bármi más, nem pedig akadémikus".

## Tevékenysége a Palesztin Iszlám Dzsihád keretein belül
Salah 1995-ben lett a PIJ főtitkára, miután Máltán meggyilkolták korábbi vezetőjét, Fathi Shaqaqit. Amikor Salah a PIJ főtitkára lett, az Egyesült Államok 1995. november 27-én felvette a különleges terroristáinak listájára.
Abd Al Aziz Awdával (egy másik PIJ-taggal) együtt Salah ellen is vádat emeltek 53 rendbeli vádpontban az Egyesült Államok Floridai Középső Kerületének Kerületi Bíróságán, Tampában (Florida állam), bűnözés (rackeetering) vádjával a Palesztin Iszlám Dzsihád keretein belül. Salah-t bűnszervezetben elkövetett összeesküvés miatt körözték, mert a PIJ keretein belül robbantásokért, gyilkosságokért, zsarolásért és pénzmosásért volt felelős.

## Halála
Salah 2020. június 6-án hunyt el Libanonban, hosszú betegség után. Utolsó két évét kómában töltötte. Temetését Damaszkuszban tartották, és ott volt Ziyad al-Nakhalah is, aki a PIJ vezetője lett Salah agyvérzései után. 

## Fordítás
Ez a szócikk részben vagy egészben  a   Ramadan Salah című angol Wikipédia-szócikk fordításán alapul.  Az eredeti cikk szerkesztőit annak laptörténete sorolja fel. Ez a jelzés csupán a megfogalmazás eredetét és a szerzői jogokat jelzi, nem szolgál a cikkben szereplő információk forrásmegjelöléseként.